# Rejon kopylski
Rejon kopylski (biał. Капыльскі раён) – rejon w centralnej Białorusi, w obwodzie mińskim.